# نقطه فراخوانی
در برنامه‌نویسی، نقطه فراخوانی یک رویه محلی است (خطی از کد) که رویه فراخوانی می‌شود. نقطه فراخوانی جایی است که یک یا چند آرگومان به رویه داده می‌شود، و صفر یا چند مقدار توسط رویه بازگردانده می‌شود.

## نمونه
```
//تعریف رویه

function
 
sqr
(
x
)
 
{

   
return
 
x
 
*
 
x
;

 
}

```

```
 
function
 
foo
()
 
{

//دو نقطه فراخوانی از رویه sqr  در این رویه

   
a
 
=
 
sqr
(
b
);

   
c
 
=
 
sqr
(
b
);

 
}

```